# Testicularia cyperi
Testicularia cyperi är en svampart som beskrevs av Klotzsch 1832. Testicularia cyperi ingår i släktet Testicularia och familjen Anthracoideaceae.   Inga underarter finns listade i Catalogue of Life.